# Corine Franco

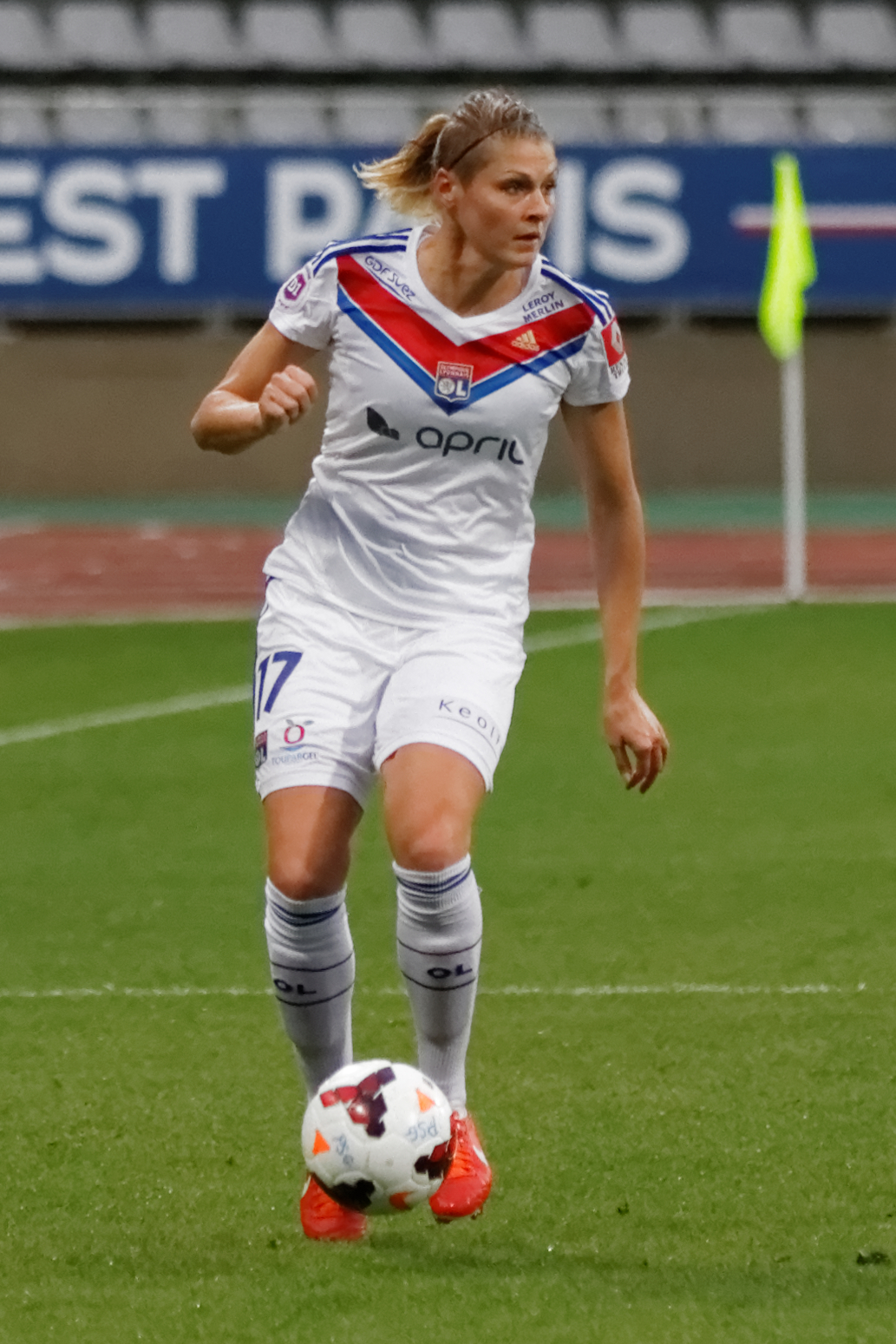
Corine Franco (2013)

Corine Franco, geborene Corine Petit (* 5. Oktober 1983 in La Rochelle), ist eine ehemalige französische Fußballspielerin.

## Vereinskarriere
Die defensive Mittelfeldspielerin spielte als Jugendliche bei Avenir Maritime Laleu und ES La Rochelle. 2001 wechselte sie zum traditionsreichen Erstligisten ASJ Soyaux; Titel konnte sie dort in den folgenden sieben Jahren allerdings nicht gewinnen. Dafür wurde sie in dieser Zeit zur Nationalspielerin.
Seit 2008 trägt Corine Franco die Farben von Olympique Lyon, mit dem sie bisher achtmal die französische Meisterschaft (von 2009 bis 2016) sowie fünfmal (2012 bis 2016) den Landespokal gewann und fünfmal das Europapokalendspiel (2010 bis 2013 und 2016) erreichte. Bei Lyons Siegen 2011 und 2016 wurde sie im Finale nicht eingesetzt, wohl aber beim Titelgewinn 2012. Seit Anfang 2014 trägt sie wieder ihren Mädchennamen Petit auf ihrem Trikot. Zuletzt hatte sie ihren Vertrag bei OL jeweils um ein weiteres Jahr verlängert; die Saison 2017/18 war ihre zehnte in Lyon und insgesamt ihre 15. in Frankreichs höchster Spielklasse. Anschließend beendete sie mit fast 35 Jahren ihre erfolgreiche Spielerinnenkarriere.

## Als Nationalspielerin
2002 gehörte Corine Petit zur französischen A-Jugend-Auswahl bei der U-19-Weltmeisterschaft in Kanada. Im Februar 2003 bestritt sie auch ihr erstes A-Länderspiel für die Französinnen. Sie hat 89 Länderspiele für die Bleues absolviert, wobei ihr auch elf Treffer gelangen (Stand: 7. März 2014). Sie nahm an der Europameisterschaftsendrunde 2009 teil und bestritt dort zwei der vier Spiele Frankreichs. Trotz eines im Oktober 2010 erlittenen Kreuzbandrisses hatte Nationaltrainer Bruno Bini Corine Franco 2011 auch in den Kader für die WM in Deutschland berufen, sie dann aber nur in einem Spiel eingesetzt – dem von Frankreich verlorenen Spiel um Rang drei. Sie gehörte zum französischen Olympiaaufgebot 2012 und bestritt bei diesem Turnier alle sechs Begegnungen der Bleues. Ebenso berief Trainer Bini sie in das EM-Aufgebot 2013 in Schweden, wo sie in allen vier französischen Partien von der ersten bis zur letzten Minute auf dem Spielfeld stand.
Binis Nachfolger Philippe Bergeroo setzt seit seinem Amtsantritt 2013 auf der rechten Außenbahn allerdings zunehmend auf Jessica Houara. Dies hatte zur Folge, dass sie in der Saison 2014/15 nicht mehr in das A-Aufgebot berufen wurde und auch im erweiterten WM-Kader 2015 keine Berücksichtigung fand.

## Palmarès
- Französische Meisterin: 2009, 2010, 2011, 2012, 2013, 2014, 2015, 2016, 2017, 2018
- Französische Pokalsiegerin: 2012, 2013, 2014, 2015
- Champions-League-Siegerin: 2011, 2012 sowie, jeweils ohne Endspieleinsatz, 2016, 2017, 2018
- EM-Teilnehmerin: 2009, 2013
- WM-Teilnehmerin: 2011
- Olympiateilnehmerin: 2012